# Мердриньяк
Мердринья́к (фр. Merdrignac, брет. Medrigneg) — коммуна во Франции, находится в регионе Бретань. Департамент — Кот-д’Армор. Входит в состав кантона Брон. Округ коммуны — Сен-Бриё.
Код INSEE коммуны — 22147.

## География
Коммуна расположена приблизительно в 360 км к западу от Парижа, в 60 км западнее Ренна, в 45 км к юго-востоку от Сен-Бриё.

## Население
Население коммуны на 2016 год составляло 2 940 человек.
| 1962 | 1968 | 1975 | 1982 | 1990 | 1999 | 2008 | 2016 |
| ---- | ---- | ---- | ---- | ---- | ---- | ---- | ---- |
| 2559 | 2576 | 2704 | 2780 | 2791 | 2830 | 2923 | 2940 |

## Администрация
| Период | Период | Фамилия      | Партия                         | Примечания                       |
| ------ | ------ | ------------ | ------------------------------ | -------------------------------- |
| 1971   | 2001   | Бернар Сойер | Союз за французскую демократию | член генерального совета кантона |
| 2001   | 2015   | Режин Анже   | Союз за народное движение      | член генерального совета кантона |
| 2015   |        | Эрик Робен   | Разные правые                  | страховой менеджер               |

## Экономика
В 2007 году среди 1685 человек в трудоспособном возрасте (15—64 лет) 1164 были экономически активными, 521 — неактивными (показатель активности — 69,1 %, в 1999 году было 67,4 %). Из 1164 активных работали 1116 человек (601 мужчина и 515 женщин), безработных было 48 (22 мужчины и 26 женщин). Среди 521 неактивных 227 человек были учениками или студентами, 194 — пенсионерами, 100 были неактивными по другим причинам.